# جالية القدر(كتاب)
جالية القدر (بالإنجليزية: Removal of Distress)‏ هي كتاب يحتوي على قصيدة دعائية يدعو الله فيها إلى نبي الإسلام محمد وأصحابه الذين قاتلوا معه في معركتي بدر وأحد. كتبه جعفر بن حسن بن عبد الكريم السيد بن محمد عبد الرسول البرزنجي، مفتي المدينة المنورة الشافعي ومؤلف كتاب مولد البرزنجي. كتُب جالية القدر في القرن الثامن عشر عندما كانت الإمبراطورية العثمانية في حالة تدهور وكان العالم الإسلامي في حالة اضطراب سياسي وفكري. يعتبر العمل أحد أعمال عبادة التوسل عند أهل السنة.

## مكونات الكتاب
ينقسم جالية القدر أربعة أقسام:
1. المقدمة
2. أسماء أهل البدر .
3. أسماء شهداء أحد
4. الخاتمة

## التعليق
يعتبر كتاب العرائس الواضحة الغرار في شرح المنظومة البدرية لعبد الهادي نجا الأبياري (المتوفى 1888) أشهر الشروحات المعروفة لجالية القدر.

## الحاشية
قام السيد محمد علوي المالكي (المتوفي 2004) بتعليق ونشر نسخة شرح فيها جالية القدر في الثمانينيات.

## ترجمة
نشرت مطبعة المناقب في عام 2015 أول ترجمة إنجليزية لجالية القدر. ترجمه عبد العزيز أحمد ونقحه أمجد محمود.

## الشعبية
يُقرأ جالية القدر في السابع عشر من رمضان تقليديًا عند الانتهاء من القرآن وفي التجمعات العامة للذكر. وفي دار المصطفى، يقرأ في عصر يوم 17 رمضان. 

## روابط خارجية
- شرح عبد الهادى نجا الأبيارى المسمى بالعرائس الواالغرر في شرح المنظومة البدرية المسماة جالية الكدر في فضل أهل بدر واحد (التعليق العربي لجالية القدر)
- جالية الكدر (تطبيق Android مع النص العربي لجالية القدر)
- جالية الكدر باسماء اهل بدر (صوت جالية القدر)
- إزالة الضيق (الترجمة الإنجليزية لجالية القدر)